# Sin ti no puede estar tan mal
«Sin ti no puede estar tan mal» es una canción de la cantante y compositora mexicana Ximena Sariñana. Fue lanzada el 18 de septiembre de 2014 a través de la discográfica Warner Music Group, como el primer sencillo de su tercer álbum de estudio No todo lo puedes dar (2014).

## Información de la canción
Fue escrita por la misma cantante junto con Aureo Baqueiro. La letra de la canción habla de como se pueden sentir las chicas cuando las dejan sus novios y todo lo que conlleva a sobresalirse emocionalmente de esta etapa.

## Video musical y sinopsis
El video musical de la canción se publicó el 1 de octubre de 2014 en su canal de YouTube y se muestra a la cantante junto con varias chicas caminando en la noche y apreciendosé una por una para así después hacer destrozos en un coche de color rojo que al final va a dar a una fogata encendida y se quema, mientras ellas se quedan observando felices.

## Posicionamiento en listas
| Lista (2014)                    | Mejor posición |
| ------------------------------- | -------------- |
| México (Billboard México)       | 19             |
| México (México Español Airplay) | 6              |

## Historial de lanzamiento
| Región | Fecha                    | Formato                     | Discográfica       | Ref.  |
| ------ | ------------------------ | --------------------------- | ------------------ | ----- |
| Varios | 18 de septiembre de 2014 | Descarga digital, Streaming | Warner Music Group | [ 5 ] |